# Monte Chiadenis
Monte Chiadenis – szczyt w Alpach Karnickich, w północnych Włoszech, między gminami Sappada i Forni Avoltri. W czasie I wojny światowej (w latach 1915-1917) miały tu miejsce zacięte walki między wojskami włoskimi a austriackimi.